# Диваци
„Диваци“ (на английски: Savages) е американски екшън трилър филм от 2012 г. на режисьора Оливър Стоун, базиран е по едноименния роман на Дон Уинслоу. Във филма участват Блейк Лайвли, Тейлър Кич, Арън Тейлър-Джонсън, Бенисио дел Торо, Демиан Бичир, Салма Хайек, Емил Хърш и др. Филмът е пуснат на 6 юли 2012 г. и се разпространява от Юнивърсъл Пикчърс.

## Актьорски състав
| Роля               | Изпълнител          |
| ------------------ | ------------------- |
| Офелия „О“ Сейдж   | Блейк Лайвли        |
| Чон                | Тейлър Кич          |
| Бен                | Арън Тейлър-Джонсън |
| Мигел „Ладо“ Аройо | Бенисио дел Торо    |
| Денис Кейн         | Джон Траволта       |
| Елена Санчез       | Салма Хайек         |
| Алекс Рейс         | Демиан Бичир        |
| Магдалена Санчез   | Сандра Ечеверия     |
| Спин               | Емил Хърш           |

## В България
В България филмът първоначално е разпространен от Форум Филм България на 28 септември 2012 г. На 28 януари 2013 г. е издаден на DVD от A+Films. На 28 септември 2017 г. е излъчен за първи път по bTV Cinema в понеделник от 21:00 ч. с български войсоувър дублаж на Ви Ем Ес.